# 73-тя піхотна дивізія (Третій Рейх)
73-тя піхотна дивізія (Третій Рейх) (нім. 73. Infanterie-Division) — піхотна дивізія Вермахту за часів Другої світової війни.

## Командування

### Командири
- генерал артилерії Фрідріх фон Рабенау (нім. Friedrich von Rabenau) (26 серпня — 29 вересня 1939);
- Генерал від інфантерії Бруно Білер (нім. Bruno Bieler) (29 вересня 1939 — 29 жовтня 1941);
- Генерал від інфантерії Рудольф фон Бюнау (нім. Rudolf von Bünau) (1 листопада 1941 — 1 лютого 1943);
- генерал-майор Йоганнес Недтвіг (нім. Johannes Nedtwig) (1 лютого — 7 вересня 1943):
- генерал-лейтенант Герман Беме (нім. Hermann Böhme) (7 вересня 1943 — 13 травня 1944) (потрапив до полону);
- генерал-лейтенант Фрідріх Франек (нім. Friedrich (Fritz) (von) Franek) (26 червня — 29 липня 1944),(потрапив до полону);
- генерал-майор Курт Гелінг (нім. Kurt Hähling) (30 липня — 7 вересня 1944);
- генерал-майор Франц Шліпер (нім. Franz Schlieper) (7 вересня 1944 — 10 квітня 1945).

## Нагороджені дивізії
Нагороджені Сертифікатом Пошани Головнокомандувача Сухопутних військ для військових формувань Вермахту за збитий літак противника
- 1 листопада 1941 — 2-га саперна рота 173-го інженерно-саперного батальйону за дії 7 жовтня 1941 (18).

Нагороджені дивізії
|  | Кавалери Золотого Німецького Хреста                                                                        | 97 |
|  | Кавалери Срібного Німецького Хреста                                                                        | 1 |
|  | Кавалери Лицарського хреста Залізного хреста з Дубовим листям та Мечами                                    | 1 (№ 102 майор Вернер Ціглер — 23.10.1944) |
|  | Кавалери Лицарського хреста Залізного хреста з Дубовим листям                                              | 3 (№ 65 оберст-лейтенант Отто Гітцфельд — 17.01.1942 № 121 обер-лейтенант Вернер Ціглер — 08.09.1942 № 602 майор Герман Шарнагель — 30.09.1944) |
|  | Кавалери Лицарського хреста Залізного хреста                                                               | 49 |
|  | Кавалери Почесної відзнаки Сухопутних військ «Почесна застібка на орденську стрічку для Сухопутних військ» | 17 |
|  | Кавалери Лицарського хреста Залізного хреста, удостоєних Хреста Воєнних Заслуг з мечами                    | 1 |
|  | Кавалери ордену Михая Хороброго ІІІ ступеня (Румунія)                                                      | 2 |

- Нагороджені Сертифікатом Пошани Головнокомандувача Сухопутних військ (1)
- Нагороджені Сертифікатом Пошани Головнокомандувача Сухопутних військ за збитий літак противника (5)